# فريدريك هنري
فريدريك هنري هو دراج كندي، ولد في 14 ديسمبر 1929، وتوفي في 16 أكتوبر 2013.

## وصلات خارجية
- فريدريك هنري على موقع أرشيف الدراجات (الإنجليزية)
- فريدريك هنري على موقع أوليمبيديا (الإنجليزية)